# غرفة ترى النيل
غرفة ترى النيل هي رواية عزت القمحاوي الثانية، وكتابه الخامس، صدرت عام 2004 في مصر عن دار ميريت للنشر، وفي سوريا عن دار الحوار، وفي عام 2006 صدرت طبعتها الثانية عن دار ميريت للنشر.

## عن الرواية
تتناول غرفة ترى النيل الأيام الثلاثة الأخيرة لبطلها عيسى الذي كان يفترض أن يكون كاتباً، لكنه لم يكتب شيئاً، لأنه ممسوس بفكرة الكمال التي أصابته برهاب الكتابة، يرافقه في أيامه الأخيرة صديقه الروائي رفعت، الذي كتب كل ما استطاع وتوصل إلى النتيجة ذاتها: لا جدوى. وكان الصديقان يراقبان من شباك غرفتهما بالمستشفى الاستثماري جزيرة نيلية دخل المستثمرون والحكومة معركة عليها مع ملاكها الأصليين من الفلاحين، فكان التداعي في جسد المحتضر متوازياً مع التداعي في جسد المجتمع المصري تحت ضغط الفساد والسمسرة.

## وصلات خارجية
الكاتب على فيس بوك غرفة ترى النيل  على فيسبوك.
- آراء القراء على موقع أبجد حول رواية غرفة ترى النيل